# Kommer nå (samlingsalbum av Stein Ove Berg)
Kommer nå är ett samlingsalbum med Stein Ove Berg, utgivet 2007 som CD av skivbolaget EMI. Låtarna er remastrade och digitaliserade av Arve Sigvaldsen.

## Låtlista
1. "Mi lyre" (från La dette bli min sang) – 2:27
2. "Manda' morra blues" (från Kommer nå) – 3:50
3. "Unger" (från singeln "Turaluraluralu"/"Unger") – 2:27
4. "Rollebytte i oppgang A" (Arve Torkelsen/Stein Ove Berg, från Kommer nå) – 3:24
5. "Kommer nå" (från Kommer nå) – 3:44
6. "Den blinde kunne se" (Irsk trad., norsk text: Stein Ove Berg, från Kommer nå) – 3:22
7. "Slides fra Syden" (från Visa di) – 2:55
8. "Ikke gråt om det er vinter og det snør" (från Egg) – 2:31
9. "Godtrall på høykant" (från Visa di) – 2:00
10. "Blues i grått" (från Visa di) – 3:54
11. "Om blomster og jenter" (från La dette bli min sang) – 2:25
12. "Visa om deg" (från Kommer nå) – 3:12
13. "Skyer" (av Joni Mitchell, norsk text: Stein Ove Berg, från La dette bli min sang) – 4:17
14. "Vise om ei ny tid" (från Visa di) – 2:27
15. "Glatte mennesker" (från La dette bli min sang) – 4:05
16. "Shopping på akebrett" (från Kommer nå) – 1:48
17. "Avisene bringer bilder" (Svein Ole Rundgren/Hans Børli, från Visa di) – 1:25
18. "Fattern's lille Lullaby (Stein Ove Berg/Leif S. Berg, från Kommer nå) – 3:16
19. "Hvorfor kan ikke allting bli" (Jim Croce, norsk text: Stein Ove Berg, från La dette bli min sang) – 3:01
20. "Ei sommernatt som nå" (från La dette bli min sang) – 3:29

- Alla låtar skrivna av Stein Ove Berg där annat inte anges.